# Acuponana triplehorni
Acuponana triplehorni är en insektsart som beskrevs av Delong och Bush 1971. Acuponana triplehorni ingår i släktet Acuponana och familjen dvärgstritar. Inga underarter finns listade i Catalogue of Life.